# Felicitas Estermann
Felicitas Estermann (Pseudonym für Felicitas Rummel, lt. Todesanzeige Felizitas Rummel; * 17. Januar 1931 in Waldsee; † 23. Februar 2024 in Bonn) war eine deutsche Schriftstellerin.

## Leben
Felicitas Estermann studierte von 1950 bis 1954 Kunstgeschichte, Germanistik und Romanistik an den Universitäten in Tübingen und Basel. Anschließend war sie als Redakteurin tätig. Estermann lebte  in Bonn. Sie war Verfasserin von Gedichten und Prosatexten. Felicitas Estermann war zeitweise Mitglied der Fachgruppe Literatur der GEDOK Bonn.

## Werke
- Wortbrot, Duisburg 1972
- Jede Blume ist ein Dach, Regensburg 1977
- In der ewigen Stadt, Bonn [u. a.] 1981 (zusammen mit Stanis-Edmund Szydzik)
- Konzert der Augenblicke, Bonn 1981
- Wer liest was?, Köln 1981
- In der Manteltasche versteckt, Köln 1984
- Seltene Tage, Köln 1989
- In Portugal, Köln 1991
- Dasein miteinander, Bonn 1994
- Sich entfaltendes Leben, Bonn 1998
- In jedem Atemzug, Gedichte, Bonn 2003
- Die Menschen so zu lieben ..., Bonn 2005